# Le Temps des cerises (Arestrup)
 (mai 2025).
Motif : Absence de sources
- Archive Wikiwix
- Bing
- Cairn
- DuckDuckGo
- E. Universalis
- Gallica
- Google
- G. Books
- G. News
- G. Scholar
- Persée
- Qwant
- (zh) Baidu
- (ru) Yandex
- (wd) trouver des œuvres sur Wikidata

| 1. | Préciser le motif de la pose du bandeau. | Précisez le motif de la pose du bandeau en utilisant la syntaxe suivante : {{admissibilité à vérifier\|date=mai 2025\|motif=remplacez ce texte par le motif}}                                        |
| 2. | Informer les utilisateurs concernés.     | Pensez à avertir le créateur de l'article, par exemple, en insérant le code ci-dessous sur sa page de discussion : {{subst:avertissement admissibilité à vérifier\|Le Temps des cerises (Arestrup)}} |

 (mai 2012).
Si vous disposez d'ouvrages ou d'articles de référence ou si vous connaissez des sites web de qualité traitant du thème abordé ici, merci de compléter l'article en donnant les références utiles à sa vérifiabilité et en les liant à la section « Notes et références ».
Pour les articles homonymes, voir Le Temps des cerises (homonymie).

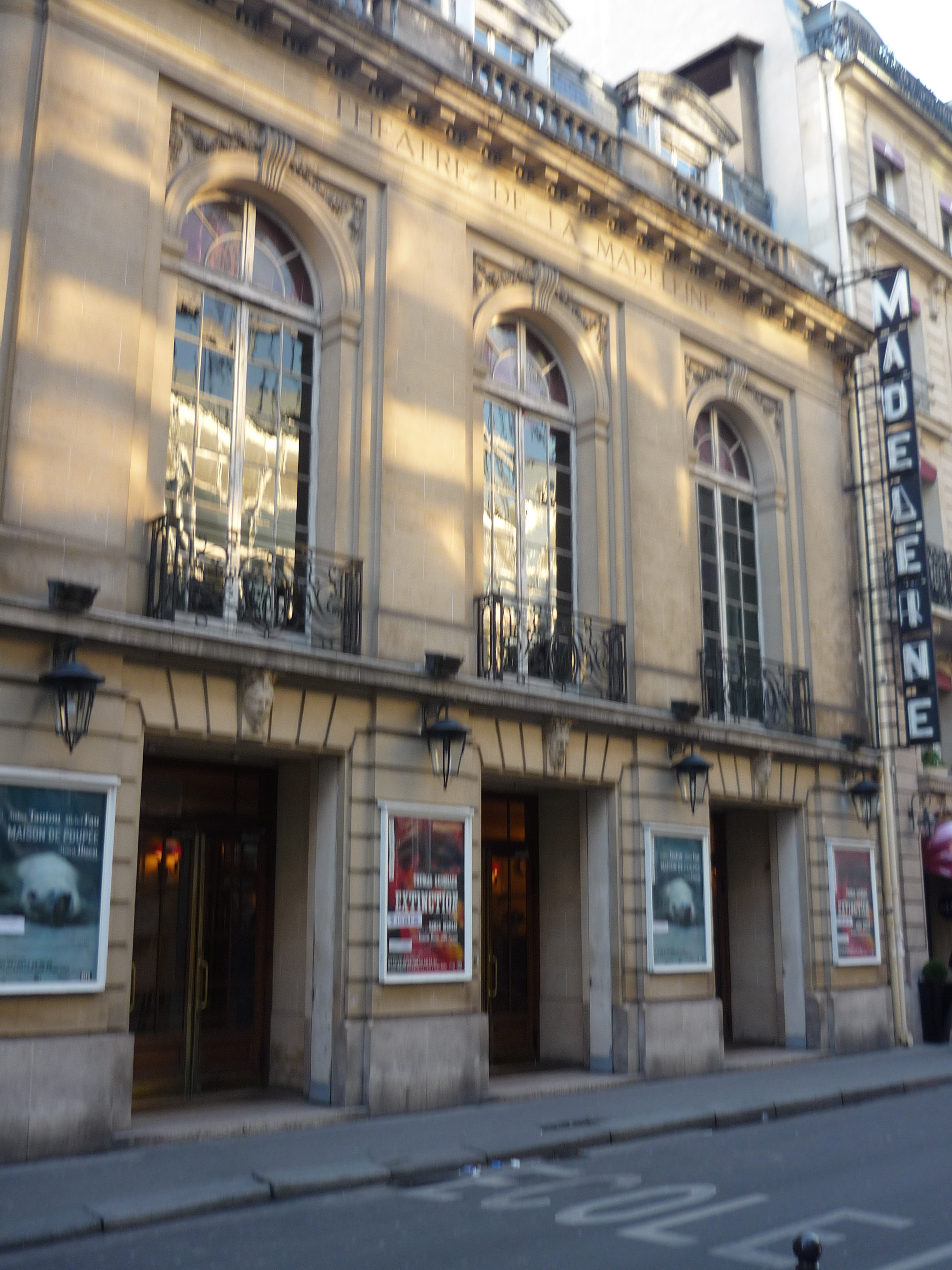
Théâtre de la Madeleine

Le Temps des cerises est une pièce de Niels Arestrup, mise en scène par Stéphane Hillel, avec en rôles vedettes Cécile de France et Eddy Mitchell.

## Présentation
Cette pièce a été jouée en 2008 par les acteurs Cécile de France, Eddy Mitchell ainsi que Clara Borras et Stéphan Wojtowicz à Paris au théâtre de la Madeleine sur des décors d’Édouard Laug, des lumières de Laurent Béal et une musique de Michel Gaucher, le saxophoniste « attitré » d'Eddy Mitchell.
On[Qui ?] a parfois présenté cette pièce comme « l’événement de l’année[réf. souhaitée] » avec Cécile de France qui revient au théâtre après une longue absence consacrée au cinéma et les débuts théâtraux du chanteur et acteur Eddy Mitchell. La signature de l'acteur Niels Arestrup qui présente là sa première pièce de théâtre n'est pas non plus étrangère à cet engouement[réf. nécessaire] .

## Description
L'argument repose sur la vie d'un homme et d'une femme que tout oppose, que le hasard va réunir et les circonstances séparer. Des personnages contrastés : un peintre misanthrope, qui doute de son art et s'enferme dans sa maison et une jeune fille qui doit s'occuper de ses affaires. On trouve là les ingrédients pour une confrontation entre des personnages dotés d'une forte personnalité. Bien sûr, elle va parvenir, à force de ruses et d'ingénuité, à faire fondre le bougon et à lui redonner un peu d'humanité. La rencontre de Jane et Julien est comme des forces électriques opposées, assez explosif et décapant. Apparemment, ils n'ont pas grand-chose en commun si ce n'est une certaine forme d'humour, leur passion pour la création et la peinture. On apprend ainsi qu'elle aime et pratique la peinture, ce qui va les rapprocher, et le découvre vraiment au cours d'une exposition. Rapprochement par la peinture donc, une relation plus intellectuelle que passionnelle qui va déboucher sur une relation impossible.
Stéphan Wojtowicz, en marchand d’art intéressé, et Clara Borras, en familière de la maison, complètent ce quatuor servi par les décors d’Édouard Laug et la mise en scène de Stéphane Hillel. 
 Cette pièce d'une durée de 1 h 25 min a été jouée du 29 janvier au 17 mai 2008.